# Суперпташки. Улётная миссия
«Суперпташки. Улётная миссия» (англ. Johnny Puff: Secret Mission) — итало-испанский анимационный фильм 2024 года, снятый режиссёром Нестором
Ф. Дэннисом по собственному сценарию.

## Сюжет
По мотивам персонажей сериала «Тупики», в свою очередь основанного на мультфильме «Стражи Арктики».
Птичка-тупик Джонни Пафф и его друзья Тик, Так, Диди и Пит, обладающие оригинальными сверхспособностями, отправляются на секретную миссию по спасению их родной деревни Тайгасвилль от злых планов коварного инженера Отто фон Моржус.
Сюжет фильма также сосредоточен на темах переработки отходов, защиты окружающей среды и командного духа.

## Роли озвучивали
- Джонни Депп — Джонни Пафф[5]
- Стефано Бруса — Тик

## Производство
Специально для озвучивания своего персонажа Джонни Депп «изобрёл язык», смешав свою речь с реальными звуками, издаваемыми тупиками.

## Релиз
Мировая премьера мультфильма состоялась 11 января 2024 года в Кувейте и Португалии, на следующий день он вышел в Испании.
International Media Network приобрела права на прокат в США в феврале 2024 года. Американская премьера намечена на 28 марта в Лос-Анджелесе.
Премьера в России — 30 мая 2024 года (Exponenta Film).

## Восприятие
Обозреватель The Danvers Mail Крис Джонс оценил фильм на 1,5 балла и резюмировал: «„Джонни Пафф“ лишь частично реализует потенциал своего уникального повествования и визуальных ракурсов. Опора на визуальные подсказки без устного диалога создаёт особые впечатления от просмотра. Зрителям постарше может показаться, что темп замедленный, а сюжету требуется больше глубины, чтобы сделать его более подходящим для семейного просмотра». Дэниел Бибби из Screen Rant, в свою очередь, отметил, что фильм «не является особо изощрённым развлечением и рассчитан лишь на самых юных зрителей… Такое имя, как Депп, — очень большая удача для подобного проекта, и продюсеры отплатили актёру тем же, создав Джонни Паффа таким образом, чтобы он напоминал своего знаменитого персонажа-пирата».